# 王應期 (嘉靖進士)
王應期（1502年—？），字伯起，山西平陽府蒲州人，民籍，明朝政治人物。

## 生平
嘉靖十年（1531年）辛卯科山西鄉試第一名舉人。嘉靖十四年（1535年）中式乙未科會試第二百七十一名，登第三甲第一百五十一名進士。官兵部主事，二十四年三月以兵部吏员盗改黄册一事被降调。

## 家族
曾祖王鈺；祖父王源，曾任壽官；父王政，母沈氏。重庆下。兄應先、弟應詔、應聘、應試。